# Ventenac-en-Minervois
Ventenac-en-Minervois , es una localidad  y comuna francesa, situada en el departamento del Aude en la región de Languedoc-Rosellón y en la región natural del Minervois.
A sus habitantes se les conoce en idioma francés por el gentilicio Ventenacois.

## Demografía
| 327 | 334 | 289 | 289 | 321 | 349 |
| Para los censos de 1962 a 1999 la población legal corresponde a la población sin duplicidades (Fuente: INSEE [Consultar]) |     |     |     |     |     |